# 고려의 정치

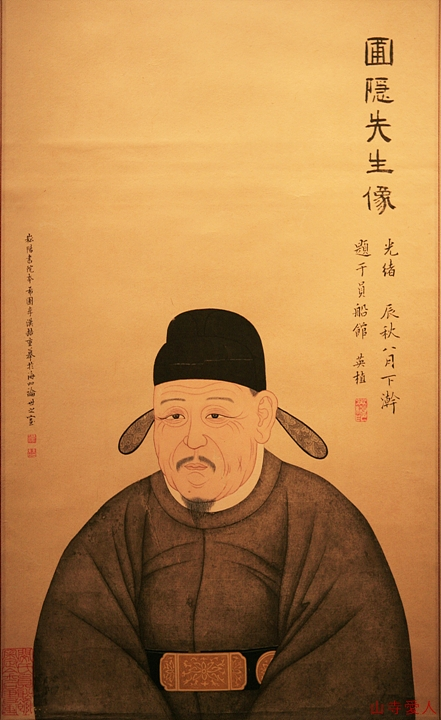
정몽주의 초상. 신진사대부는 고려 후기 성장한 정치 집단이었다.

고려의 정치는 명목상 전제적 군주가 주권을 갖는 중앙집권적 왕국이었으나 실제로는 지방의 유력자인 호족들이 반독립적으로 지역을 할거하는 가운데 중앙정부의 지방 호족 통제와 실권 유지를 위한 지방 호족의 중앙정부에 대한 협력과 갈등이 상존하는 가운데 이루어졌다. 고려는 광종 시기 유교적 체제 정비를 위한 개혁이 있었고 성종 시기에 중앙 관제와 지방 제도를 개혁하였다.:193-197
고려의 정치는 시기별로 호족의 연합을 바탕으로 한 건국하여 외왕내제의 제도를 성립한 초기와 유교적 개혁 단행과 여러 외침에 대한 항쟁 가운데 무신정권이 일어나는 중기, 그리고 원나라의 간섭을 받는 후기로 나누어 생각할 수 있다.

## 배경
신라는 말기에 골품제가 갖는 신분제의 모순과 함께 왕위 계승을 두고 벌어진 지배층의 내분 등으로 인해 지방에 대한 장악력을 상실하였고 각 지방에는 스스로를 "장군" 등으로 칭하는 실력자들이 실권을 장악하여 호족 계층이 형성되었다. 이들 가운데 유력자로 성장한 세력들은 오늘날 개성에 해당하는 송악, 나주, 진주 등을 거점으로 삼은 무역상인들이었다.:185-186
신라의 지방 장악 상실과 호족의 성장은 후삼국시대로 이어졌고 고려를 건국한 왕건 역시 송악을 거점으로 무역을 통해 실권을 장악한 호족 가운데 하나였다. 왕건은 궁예가 건국한 태봉(후고구려)의 신하로 있다가 궁예를 축출하고 고려를 건국하였다. 고려는 나주 등지를 비롯한 여러 호족들과 연합하여 후백제와 경쟁에서 승리하였고 이후 신라의 항복을 받아내어 한반도의 통일 국가로 발전하였다. 이러한 이유로 초기 고려의 정치에서 호족은 여전히 강력한 세를 유지할 수 있었다. 중앙의 귀족들과 지방의 호족들은 각자 개인적인 무력집단인 사병을 거느리고 있었고 중앙 정부의 행정력은 지방을 장악하지 못하였다.
고려 태조 왕건은 혼인 정책을 통해 각지의 호족을 회유하여 왕후가 6 명, 부인이 23 명에 이르렀다. 이들의 출신지는 옛 후삼국의 각지에 골고루 분포하고 있어 왕건이 의도적으로 각지 호족과 혈연 관계를 맺었음을 알게 한다.:194 또한 왕건은 고려로 투항하는 호족들에게 왕씨 성을 하사하는 사성 정책을 통해 이들을 통합하였다.:102 고려 중앙 정부는 각지 호족을 공신으로 봉하고 그들이 장악한 지역에 역분전을 하사하며 회유하는 한편, 《정계》와 《계백료서》 등으로 관리가 지켜야 할 규범을 정하여 이들을 통제하고자 하였고:194, 기인제도를 실시하여 지방 호족의 자녀를 서울인 개경으로 불러들여 한편으로는 중앙 정치 진출의 기회를 주면서 다른 한편으로 이들의 반란을 억제하고자 하였다.

## 주체

### 고려 국왕

고려의 국새

태조는 29 명의 배우자 사이에서 태어난 아들 딸이 왕실 내에서 결혼하게 하는 근친혼을 통해 왕족의 기반을 강화하고자 하였으나:103 후대의 왕위 계승에는 외척으로 성장하게 된 호족들의 영향이 크게 작용하여 여전히 왕실의 기반은 취약하여 각 왕자들 사이의 왕위 계승을 둘러싼 싸움과 석연치 않은 국왕의 죽음, 잦은 정변에 시달렸다.:104 고려 국왕은 지속적으로 왕권의 강화를 꾀하였으나 고려 초기 국왕의 권한은 제한적이었다. 광종 시기에 이르러서야 관리들의 복장을 제정하고 스스로를 황제라 칭하며 독자적 연호를 사용할 수 있게 되지만 여전히 호족들의 강한 반발을 숙청으로 진압하여야 하였다.:104-105 경종 시기에 국왕과 호족의 균형을 맞추기 시작하여 시정전시과와 같은 토지분급제를 실시할 수 있게 되었다.:105
문종 시기에 이르러 고려는 고려-거란 전쟁 등의 전쟁을 마무리짓고 비교적 평화로운 국제 관계 속에서 내치를 돌아볼 수 있었다. 문종은 율령과 전시과 등의 수취 제도를 정비하고 절기를 셈하는 역학 서적과 의료에 필요한 의학 서적을 간행하는 등 내치에 힘써 고려 전기의 최성기를 맞이하게 되었다.
고려의 왕위 계승은 태조의 유훈인 《훈요십조》에서 적장자 계승을 원칙으로 삼고 있었으나 일률적이지 않았고 확고한 계승순위도 존재하지 않았다. 태조 이후 초기의 국왕들은 호족들의 이합 집산에 따른 계승이 이루어졌고, 이후 이어진 왕위 계승도 형제간 계승이 많았다. 경종의 사망 뒤 왕위는 먼저 그의 이복동생이었던 성종이 계승하였다가 성종이 후사 없이 사망하여 경종의 아들 목종에게 이어졌고 목종의 아들 현종의 사망 뒤에는 형제간인 덕종, 정종, 문종 등에게 이어졌다.
한편 고려의 왕실은 건국 시기부터 정략적으로 호족들과 혼인 관계를 맺어 왔으며 이렇게 연결된 호족들은 점차 강력한 외척으로 성장하게 되었다. 오늘날의 인천을 바탕으로 성장한 호족인 인주 이씨는 문종대에서 인종대에 이르는 7대 80여 년 동안 정권을 장악하였다.:45-51 인주 이씨는 이허겸의 외손녀인 안산 김씨 김은부의 딸 셋이 모두 현종의 비가 되어 고려 왕실의 외척으로서 두각을 나타내게 되었고, 이허겸의 손자인 이자연이 딸 셋을 모두 문종의 비로 보내어 이 가운데 맏딸이었던 인예왕후의 소생이 순종, 선종으로 즉위하면서 강력한 외척으로 성장하였다. 인주 이씨는 이자겸의 대에 이르러 국왕을 함부로 대할 정도로 권세가 비대해졌고 인종은 척준경을 내세워 인주 이씨를 견제하고자 하였다. 이 일은 결국 이자겸의 난으로 비화하였다.
이자겸의 난에 따른 결과 왕실은 외척 세력에 대한 견제에 성공하였으나 동시에 신료에 대한 장악력도 떨어지는 결과를 낳았다. 의종시기 발생한 무신정변은 여러 원인이 복합적으로 작용한 것이었으나 그 결과 정치의 실권은 국왕에게서 무신 정권의 실력자에게 넘어가게 되었다. 이후 대몽항쟁기에 이르기까지 국왕은 명목상 군주로서 군림하고 실제 정치는 무신들이 세운 각종 임시기구들에 의해 집행되었다.
1270년 대몽 항쟁을 끝내고 원나라 간섭기에 이르러 고려 국왕은 외왕내제를 포기하고 원나라의 부마국으로서 번국이 되었다. 이로서 고려 국왕은 원나라 공주와 결혼이 당연시되어 기존의 외척 역시 사라진 대신 원나라는 상국이자 장인의 국가로서 고려를 간섭하였다. 고려 국왕은 칭제 관습인 묘호를 더 이상 사용하지 못하고 원나라가 하사하는 시호만을 사용할 수 있게 됨으로써 사후 충선왕, 충렬왕 등의 왕호로 불리게 되었다. 이러한 시호 사용은 고려를 대신하여 조선이 건국될 때까지 계속되었다.

### 신료
고려의 신료는 중앙 정부 기구인 3성 6부에 입적한 중앙 관료와 지방의 행정을 위해 파견된 지방 관리, 그리고 후삼국 이래 지역을 장악하고 있던 호족에게 부여한 관직인 향리로 구분할 수 있다.
고려는 국왕이 내부적으로 황제를 표하며 명목상 전제 군주의 위치에 있었지만 실제 정치는 여러 신료와의 협력과 갈등 속에서 이루어졌고, 특히 외척이 왕위 계승에 깊숙히 관여하여 정치에서도 막강한 지위를 누렸다. 이러한 정치적 관계 속에서 고려의 중앙 관제의 5품 이상 상층부는 점차 몇몇 유력한 가문들에 의해 독점되는 현상을 보였다. 이들은 과거를 통해서 뿐만아니라 공신의 자손 등을 이유로 내려지는 음서 등을 통하여 관직에 올랐다. 이 때문에 고려의 관료제도를 귀족 정치로 이해하는 시각이 존재하지만, 작위가 세습되지는 않았다는 점이나 새로 등용된 관료는 대개 낮은 품계에서 시작하여 승진하였다는 점은 오늘날 이해되는 서양 중세의 봉건 귀족과는 차이가 있다. 그러나 대를 이어 권력의 핵심을 차지하는 세력이 존재하였다는 점을 귀족 정치로 파악할 수도 있다. 고려의 관료제가 귀족 사회적 바탕위에 성립되었는가 하는 점은 여전히 한국사 연구에서 논쟁 지점이다.
무신정변은 고려 초기 홀대받던 무신들이 정변을 일으켜 실권을 쥔 사건으로 이후 한 동안 고려의 정치는 이들이 세운 임시기구들에 의해 좌우되었다. 따라서 고려의 정치는 국왕의 최종 결정권은 인정하면서도 실제 운영에서는 여러 신료들 사이에 있는 권력의 경중에 따라 사안이 처리되는 양상을 띄었다. 무신정권은 초기에 실권자의 잦은 교체를 보였으나 최충헌의 집권 이후 장기적인 안정 상태를 보였다. 최충원은 기존의 귀족 세력에 대항하기 위해 유교에 바탕을 두고 과거 등을 통해 선발된 신진사대부를 기용하기 시작하고 다시 국교를 맺은 남송과 외교를 통해 문화적 향상을 도모하면서 정권의 안정을 꾀했다.
원 간섭기는 내부 정치세력의 변화도 동반하였다. 기존의 문벌이나 무신정권 모두가 영향력을 상실한 가운데 원나라는 고려 국왕의 계승을 결정하는 한편 영토의 일부에 총관부를 설치하여 자신들이 직접 통치하기도 하였다. 권문세족은 이 시기 국왕의 왕권 강화에 호응하며 새롭게 부각된 문벌이다. 신진사대부는 "이 산에서 저 강까지"의 토지를 소유하는 등 막대한 권력을 지니며 전횡을 일삼기도 한 권문세족을 비판하였으나, 신진사대부 역시 상당수가 지방의 문벌 출신이었기 때문에 이들을 엄격히 구분하기는 어렵다. 다만 고려의 정치에서 뒤늦게 관료로 들어선 사대부는 권문세족보다는 경제적 기반이 약한 지방의 지주들이 더 많았고 신진사대부의 정책 역시 이러한 지방 지주의 입장을 대변하는 중농정책이 중요한 부분을 차지하였다.

### 호족과 향리
고려는 호족들의 지지를 결속하여 건국하였고 건국 이후에도 각 지 호족의 영향력은 상당하였다. 호족 가운데 일부는 관료가 되거나 외척이 되는 방법으로 중앙 정치 체계를 형성하였으나 그 외의 호족들은 지방에 근거지를 마련하고 향리로 전환되었다. 특히 성종 시기 고려의 행정구역이 정비되면서 중앙집권화가 가속화 된 이후 중앙 정계에 참여하지 못하는 호족이나 몰락한 문벌들은 지방의 향리로서 자리잡게 되었다. 향리들의 권력은 시간이 지남에 따라 점차 약화되어 결국 고려를 이은 조선 시기로 가면 중앙의 강력한 통제를 받는 아전의 형태로 잔존한다.

### 백성
고려는 신라의 골품제와 같은 복잡한 신분제와 달리 다소간의 신분 이동이 허용되는 느슨한 양천제 사회였으나 양민인 백정과 천민인 화척 사이의 구분은 중기까지 뚜렷하게 유지되었다. 그러나 무신정변과 원간섭기를 거치면서 기존의 신분제도는 크게 흔들려 몰락하는 문벌이 속출하는가 하면 천민에서 신분이 상승하여 관직을 얻는 경우도 많이 생겨났다.
고려 시기 양인과 천민은 모두 통치의 대상일 뿐이어서 이들이 자신의 의견을 표명할 공식적 통로는 없었다. 고려 시기 백성들은 중앙 정부와 지역 향리에게 이중의 수탈을 당하는 대상이었기 때문에 삶이 매우 고달펐고 향리의 수탈에 대해 반란을 일으켜 저항하기도 하였다. 그러나 백성들은 자신들이 겪는 고초에 대해 집단으로 저항하기 보다는 주로 개별적 신분 상승을 통해 해결하고자 하였다.

## 이념

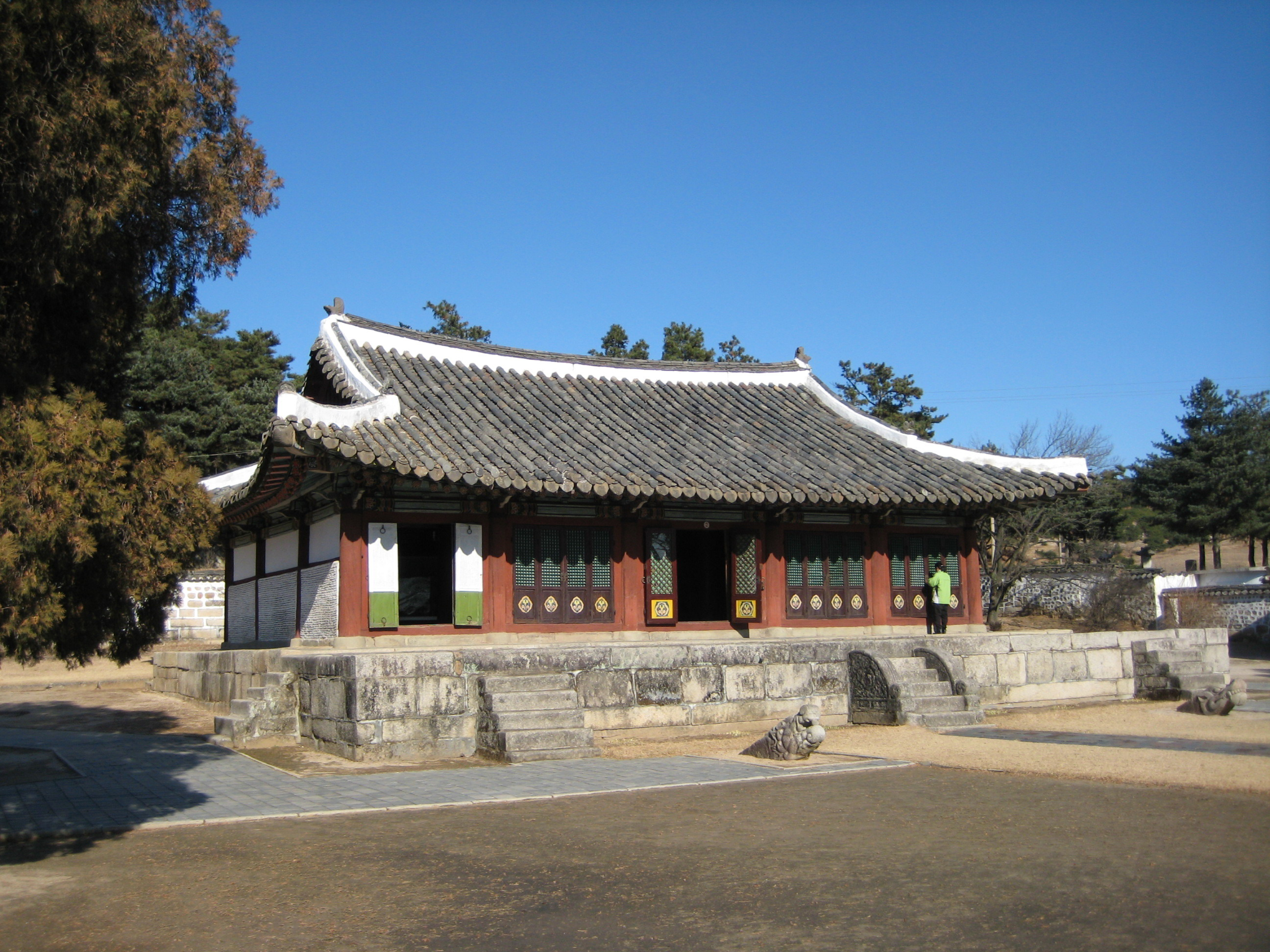
개성시의 고려 시기 성균관. 고려는 유교에 기반한 국정을 운영하였다.

상당한 실권이 호족에게 있는 상태에서 고려 국왕은 불교를 국가 종교로 삼아 국가적 통합을 추구하면서 전륜성왕사상을 바탕으로 한 "왕즉불"(王卽佛, 국왕이 곧 부처이다) 사상을 통해 국왕을 신성시하였다. 광종은 균여의 화엄종을 후원하였고, 균여의 화엄종은 신라로부터 내려온 불교 사상에 민간의 토속 신앙을 결합하여 고려 시기 불교가 민간의 신앙으로 정착하는데 일조하였다. 광종은 균여를 궁궐안의 사찰인 내도량에 머물게 하면서 정치적 자문을 구하였다. 고려는 삼국시대부터 있었던 불교 의례인 팔관회를 국가 의례로 승격시켜 치렀다.
고려는 국가적 통합을 꾀하기 위해 불교를 숭상하면서 동시에 효율적인 관료제의 도입을 위해 유학에 바탕을 두고 국가를 운영하고자 하였다. 광종 9년(958년) 쌍기의 건의로 과거제가 도입되었고 중앙 정부 기구 및 지방 행정 구역을 중국의 것을 참조하여 3성 6부제로 고려의 중앙 관제를 정비하였다. 관료의 육성을 위해 유학이 꾸준히 장려되었으며 이는 고려 후기 신진사대부가 형성되는 발판이 되었다.
고려는 보편 종교라 할 수 있는 불교를 국교로 하고 당시 동아시아의 보편적 사상인 유교를 통치 이념으로 삼았지만, 여전히 도참 사상을 비롯한 여러 초자연적 믿음이 통용되는 사회였다. 국가의 환란이나 자연 재해는 하늘의 뜻과 연결되어 해석되었고 사천대(司天臺)를 두어 특이한 자연 현상이 일어나면 하늘의 뜻을 살피게 하였다. 중국에서 기원한 도교는 고려 시기 민속 신앙과 결합하여 토착화 되면서 도교와 불교가 결합된 8선(八仙) 숭배가 행해졌고 나라의 중요한 의례나 국왕의 무병장수를 기원하는 일 뿐만아니라 묘청의 서경천도 운동과 같은 일에서도 명분으로 사용되었다.
고려는 위의 여러 사상들이 정치와 문화에서 일상 생활에 이르기까지 영향을 주었으며 이를 흔히 유불선(儒佛仙)의 삼교로 표현하였다.

## 제도

### 중앙관제
고려는 당나라의 제도를 참조하여 2성 6부 제도의 중앙관제를 체택하였다. 중국에서는 나뉘어 있는 중서성과 문하성을 합하여 중서문하성을 두었고, 상서성 예하에 6부를 두어 행정을 처리하였다. 고려의 각성과 부는 아래의 표와 같다.
|  |  |    |    |    |    |    |    |             |             |             |             |             |             |  |  |             |             |             |             |             |             |  |  | 중서문하성 |        |        |        |        |        |  |  |      |      |      |      |      |      |
|  |  |    |    |    |    |    |    |             |             |             |             |             |             |  |  |             |             |             |             |             |             |  |  |            |        |        |        |        |        |  |  |      |      |      |      |      |      |
|  |  |    |    |    |    |    |    |             |             |             |             |             |             |  |  |             |             |             |             |             |             |  |  |            |        |        |        |        |        |  |  | 이부 |      |      |      |      |      |
|  |  |    |    |    |    |    |    |             |             |             |             |             |             |  |  |             |             |             |             |             |             |  |  |            |        |        |        |        |        |  |  |      |      |      |      |      |      |
|  |  | 왕 | 왕 | 왕 | 왕 | 왕 | 왕 |             |             |             |             |             |             |  |  |             |             |             |             |             |             |  |  | 상서성     | 상서성 | 상서성 | 상서성 | 상서성 | 상서성 |  |  | 병부 | 병부 | 병부 | 병부 | 병부 | 병부 |
|  |  | 왕 | 왕 | 왕 | 왕 | 왕 | 왕 |             |             |             |             |             |             |  |  |             |             |             |             |             |             |  |  | 상서성     | 상서성 | 상서성 | 상서성 | 상서성 | 상서성 |  |  | 병부 | 병부 | 병부 | 병부 | 병부 | 병부 |
|  |  |    |    |    |    |    |    |             |             |             |             |             |             |  |  |             |             |             |             |             |             |  |  |            |        |        |        |        |        |  |  | 호부 |      |      |      |      |      |
|  |  |    |    |    |    |    |    |             |             |             |             |             |             |  |  |             |             |             |             |             |             |  |  |            |        |        |        |        |        |  |  |      |      |      |      |      |      |
|  |  |    |    |    |    |    |    |             |             |             |             |             |             |  |  |             |             |             |             |             |             |  |  |            |        |        |        |        |        |  |  | 형부 |      |      |      |      |      |
|  |  |    |    |    |    |    |    |             |             |             |             |             |             |  |  |             |             |             |             |             |             |  |  |            |        |        |        |        |        |  |  |      |      |      |      |      |      |
|  |  |    |    |    |    |    |    |             |             |             |             |             |             |  |  |             |             |             |             |             |             |  |  |            |        |        |        |        |        |  |  | 예부 |      |      |      |      |      |
|  |  |    |    |    |    |    |    |             |             |             |             |             |             |  |  |             |             |             |             |             |             |  |  |            |        |        |        |        |        |  |  |      |      |      |      |      |      |
|  |  |    |    |    |    |    |    |             |             |             |             |             |             |  |  |             |             |             |             |             |             |  |  |            |        |        |        |        |        |  |  | 공부 |      |      |      |      |      |
|  |  |    |    |    |    |    |    |             |             |             |             |             |             |  |  |             |             |             |             |             |             |  |  |            |        |        |        |        |        |  |  |      |      |      |      |      |      |
|  |  |    |    |    |    |    |    | 도 병 마 사 | 도 병 마 사 | 도 병 마 사 | 도 병 마 사 | 도 병 마 사 | 도 병 마 사 |  |  | 식 목 도 감 | 식 목 도 감 | 식 목 도 감 | 식 목 도 감 | 식 목 도 감 | 식 목 도 감 |  |  |            |        |        |        |        |        |  |  |      |      |      |      |      |      |
|  |  |    |    |    |    |    |    | 도 병 마 사 | 도 병 마 사 | 도 병 마 사 | 도 병 마 사 | 도 병 마 사 | 도 병 마 사 |  |  | 식 목 도 감 | 식 목 도 감 | 식 목 도 감 | 식 목 도 감 | 식 목 도 감 | 식 목 도 감 |  |  |            |        | 중추원 |        |        |        |  |  |      |      |      |      |      |      |
|  |  |    |    |    |    |    |    |             |             |             |             |             |             |  |  |             |             |             |             |             |             |  |  |            |        |        |        |        |        |  |  |      |      |      |      |      |      |
|  |  |    |    |    |    |    |    |             |             |             |             |             |             |  |  |             |             |             |             |             |             |  |  |            |        | 어사대 |        |        |        |  |  |      |      |      |      |      |      |
|  |  |    |    |    |    |    |    |             |             |             |             |             |             |  |  |             |             |             |             |             |             |  |  |            |        |        |        |        |        |  |  |      |      |      |      |      |      |
|  |  |    |    |    |    |    |    |             |             |             |             |             |             |  |  |             |             |             |             |             |             |  |  |            |        | 삼사   |        |        |        |  |  |      |      |      |      |      |      |
|  |  |    |    |    |    |    |    |             |             |             |             |             |             |  |  |             |             |             |             |             |             |  |  |            |        |        |        |        |        |  |  |      |      |      |      |      |      |

### 행정 구역
고려는 성종 시기에 이르러 지방 행정 구역을 정비하여 관내도(關內道)·중원도(中原道)·하남도(河南道)·강남도(江南道)·영남도(嶺南道)·영동도(嶺東道)·산남도(山南道)·해양도(海陽道)·삭방도(朔方道)·패서도(浿西道)의 10도를 나누었다가 현종 대에 양광도(楊廣道)·경상도(慶尙道)·전라도(全羅道)·교주도(交州道)·서해도(西海道)의 5도와 동계(東界)·서계(西界)의 양계로 행정구역을 정비하였다.
지방의 행정구역에는 중앙에서 행정 관리를 파견하였으나 전국에 모두 미치지는 못하여 주요 거점에 목을 설치하고 목사를 파견하였고 군현은 주현과 속현으로 나누어 주현에 파견된 현감이 인근의 속현까지 관할하도록 하였다. 모든 지방 행정 구역을 중앙이 장악하지 못한 까닭에 지방의 향리가 된 호족들은 고려 후기에 이르기까지 상당한 영향력을 행사하였다.

## 외교

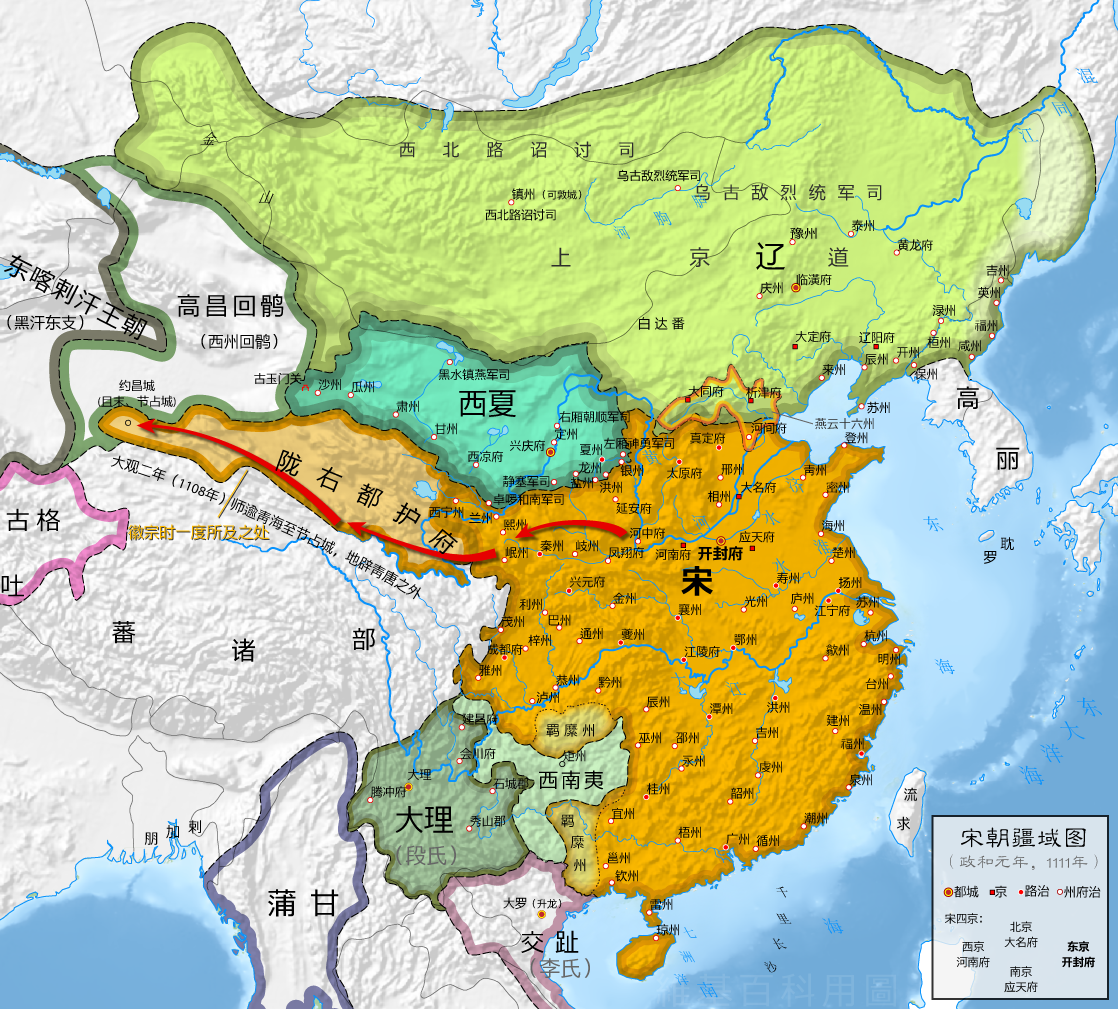
북송시기 동아시아의 국가들

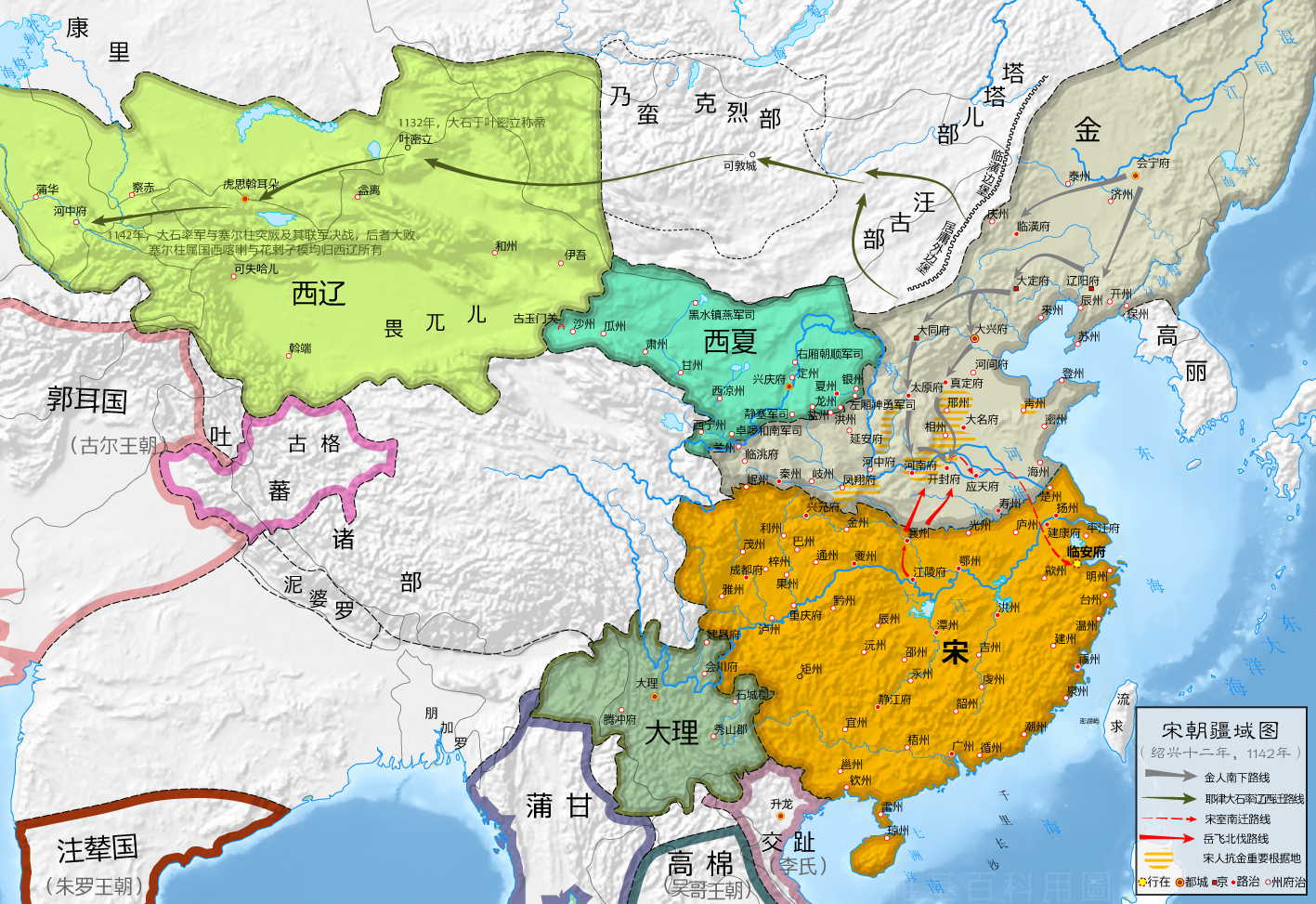
남송시기 동아시아의 국가들

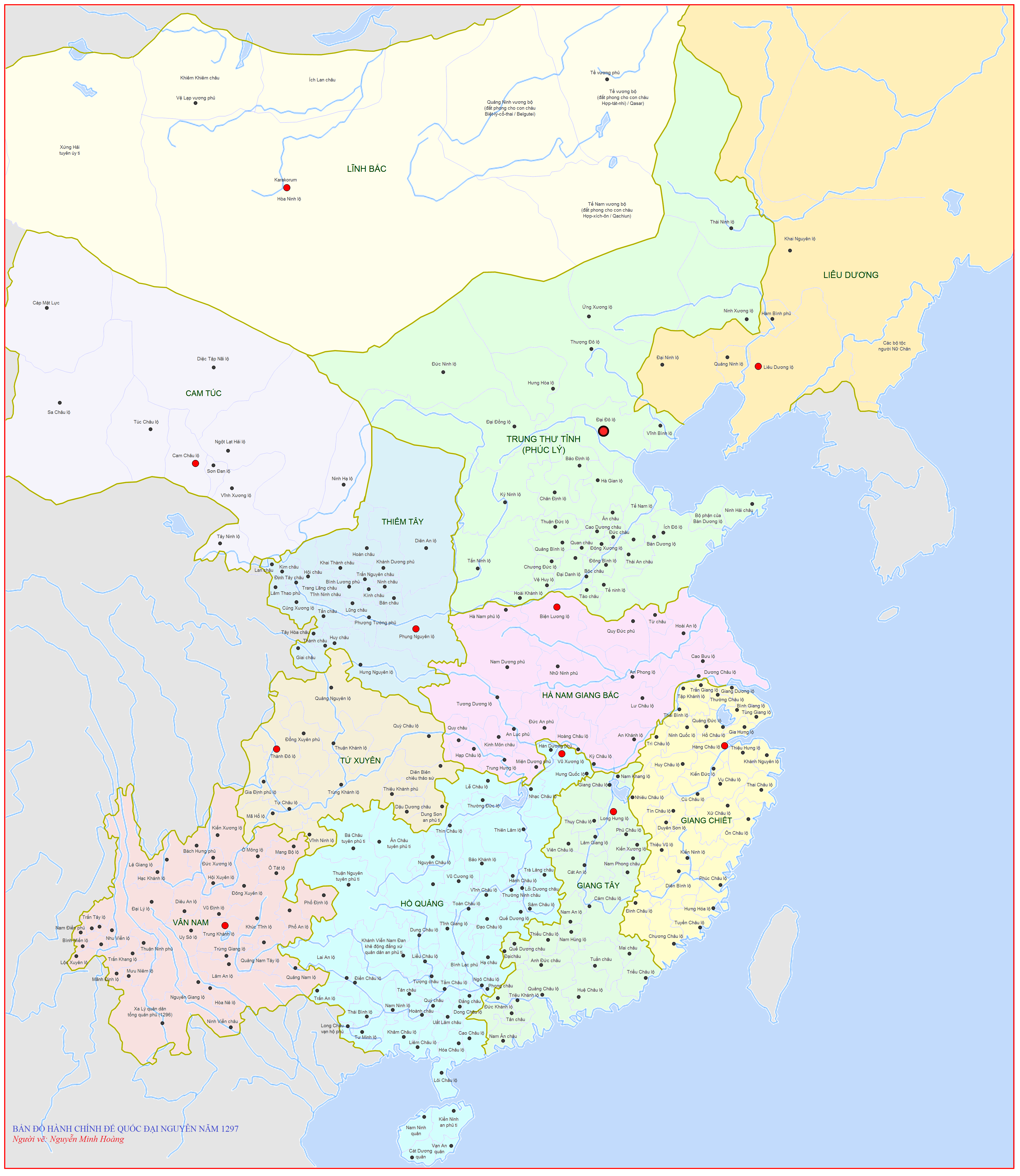
13세기 말 원나라의 영토

고려의 건국 시기 동아시아 북방은 거란이 세운 요나라가 맹위를 떨치고 있었다. 요나라는 발해를 멸망시키고 고려와 인접하게 되어 긴장이 고조되었다. 고려는 태조 왕건 시기부터 고구려의 계승을 표방하고 있었고 이웃한 여진 등과도 갈등을 빚고 있었기 때문에 거란은 잠재적 위협세력이었다. 한편, 국가의 제도 등 많은 부분을 당나라의 것에서 모방하고 내부적으로는 황제를 칭하고 있던 고려는 송나라와의 우호 관계를 통해 북방을 견제하는 한편 문화 교류와 무역을 통해 돈독한 외교를 펼치고자 하였다. 그러나 고려는 어느 한 나라의 종주권을 인정하기 보다 각 세력과 등거리 외교를 통해 실리를 취하고자 하였다.
거란의 요나라와 여진의 금나라는 각자 세력을 키워 송나라를 비롯한 고려 등과 충돌하기를 거듭하였고 거란이 주도권을 주장하며 제1차 고려-거란 전쟁을 일으키자 고려는 실리를 위해 송나라와 단교하고 요나라의 주도권을 인정하였다. 그러나 고려와 거란의 전쟁은 3차에 걸쳐 계속되었고 요나라의 국력이 쇠퇴하여 서요로 물러난 사이 동아시아 북방에서 중앙아시아에 이르는 지역에서는 몽골 제국이 새로운 강자로 부상하였다. 몽몰 제국은 요나라의 유민을 흡수하고 유라시아 전역을 대상으로 정복 전쟁을 벌였다.
징기즈칸의 몽골 제국은 동아시아에서 유럽에 이르는 정복 사업을 통해 거대한 제국으로 발전하였으며 중국에서는 송나라를 멸망시키고 원나라가 수립되었다. 고려는 몽골에 대항하여 항쟁을 이어가다가 화친을 맺었고 이후 원나라의 간섭을 받게 되었다.
해안 지역의 왜구 문제를 제외하면 그리 큰 마찰이 없었던 고려와 일본의 관계는 원나라가 일본 정복을 시도하면서 전쟁의 상황에 빠지게 되었다. 여몽 연합군의 일본 정복 시도가 실패로 돌아간 뒤에도 일본은 원나라와 고려의 침입을 경계하였다.
원나라 말기 명나라가 건국되어 화남 지방에서 원나라를 몰아내자 원나라는 북으로 물러나 북원이 되었다. 이 시기 고려의 공민왕은 원나라의 총관부를 공격하여 다시 고려의 영토로 삼는 한 편 명나라와 관계를 개선하고자 하였다. 그러나 명나라 태조인 주원장은 고려가 원나라의 부마국이고 언제든 북원과 협력하여 명나라를 공격할 수 있다는 생각 때문에 고려에 대해 노골적으로 적대적 반응을 보였다. 이러한 명 태조의 비우호적 태도는 그가 사망할 때까지 계속되어 고려가 멸망하고 조선이 세워진 뒤에도 표전 문제를 일으킨다. 한편 고려 내부에서는 친원적 성향을 보이는 권문세가와 친명적 성향의 신진사대부의 정치적 갈등이 있었고 이는 결국 위화도 회군으로 이어져 고려 멸망의 단초가 되었다.

## 시기별 변화
고려는 송나라, 요나라, 금나라, 원나라, 일본 등과 외교 관계를 맺고 있었으며 이 가운데 북방 국가인 요, 금, 원과는 여러 차례 전쟁을 치렀다. 고려-거란 전쟁, 고려-몽골 전쟁의 여파로 고려는 중앙과 지방의 정치 지형 역시 크게 변화하였다. 고려 중기 무신들이 정변을 일으켜 수립된 무신정권은 기존의 귀족 세력과는 다른 정치 주체로 등장하였고 이들은 세로운 정치 권력 안정을 위해 신진사대부를 대거 기용하여 이후 고려의 정치에 사대부가 등장하는 계기가 된다.
고려는 60여 년의 항전 끝에 원나라와 강화를 맺어 고려 국왕이 원나라 공주와 결혼하는 부마국이 되었다. 이에 따라 이전까지 외부적으로는 강대국의 책봉을 받아들여 왕을 칭하였으나 내부적으로는 황제로 자리매김되었던 고려 국왕의 지위는 원나라의 번국으로 격하되어 고려 국왕은 더 이상 종(宗)의 시호를 쓰지 못하고 충렬왕, 충선왕 등의 왕호를 사용하게 되었다.
원의 간섭기가 길어지면서 고려 왕실은 점차 혈연과 문화 면에서도 친원적인 성격을 지니게 되었고 고려의 정치 역시 권문세가와 같이 원과의 협력 속에 권력을 독점하는 유력 가문에 의해 좌지우지 되었다. 이러한 상황에서 공민왕은 왕권의 강화와 국가의 독립성 유지의 방책으로 신진사대부를 정치에 적극 끌어들이는 개혁을 단행하였으나 안팍의 사정으로 원하는 바를 다 얻지는 못하였다.
공민왕 시기부터 정치 세력화된 신진사대부는 성리학적 이념에 따라 정치를 운영하고자 하였으며 이들은 다시 고려를 존속시킨 채 개혁을 이루려는 온건파와 역성혁명을 통해서라도 성리학적 국가 운영을 관철하려한 급진파로 분화되었다. 위화도 회군은 정도전과 같은 급진파가 이성계를 비롯한 무신들과 결탁하여 국정을 독점하게 된 사건으로 이후 정몽주와 같은 온건파가 제거하여 조선의 건국을 예고하였다.

## 참고 문헌
- 한영우, 《다시찾는 우리역사》, 경세원, 2008년, ISBN 89-8341-057-4
- 한영우 외, 《한국사 특강》, 서울대학교 출판부, 2006년, ISBN 89-7096-115-1
- 강만길 외, 《한국사 5 - 중세사회의 성립》, 한길사, 1995년, ISBN 89-356-0074-1